# Hellenic Aerospace Industry
Hellenic Aerospace Industry (HAI, Grieks: Ελληνική Αεροπορική Βιομηχανία, EAB) is het grootste lucht- en ruimtevaartbedrijf van Griekenland en is een staatsbedrijf.

## Geschiedenis
EAB werd in 1975 opgericht door de Griekse staat naast het historische KEA. Die laatste ging zich vervolgens concentreren met vliegtuigonderhoud en EAB met vliegtuigbouw. Er werd een grote fabriek gebouwd in Tanagra, op 65 kilometer van Athene, waar tegenwoordig duizenden mensen werken. In 1979 begon het bedrijf met de ontwikkeling van de HAI Pegasus, een onbemand vliegtuig (UAV). In de jaren 1980 ontwikkelde het samen met het Amerikaanse Northrop de TELAMON-UAV. In 1990 ontwikkelde EAB samen met het Duitse DASA, het Italiaanse Alenia Aeronautica en het Deense Per Udsen de Advanced Amphibious Aircraft (AAA) die niet in productie kwam door de te grote kost. In 1996 ging EAB meewerken aan de bouw van F-16 Fighting Falcons met Lockheed Martin. In 2004 ging het bedrijf ook met het Franse Dassault Aviation werken aan de Dassault nEUROn, een onbemand stealth-gevechtsvliegtuig. In maart 2007 ging EAB ook samenwerken met EADS aan de Eurofighter Typhoon. Het bedrijf is verder ook partner met Airbus, Raytheon, Boeing, SNECMA, Aermacchi en General Electric.